# Онацьки (Обухівський район)
Она́цьки —  село в Україні, в Обухівському районі Київської області. Населення становить 79 осіб. 

## Населення

### Мова
Розподіл населення за рідною мовою за даними перепису 2001 року:
| Мова       | Кількість | Відсоток |
| ---------- | --------- | -------- |
| українська | 74        | 93.67%   |
| російська  | 5         | 6.33%    |
| Усього     | 79        | 100%     |

## Географія
Селом протікає річка Бистра.Річка тече від Озера, яке знаходиться в центрі села.

## Відомі люди
Уродженцем села є поет, прозаїк, драматург, перекладач, літературознавець, критик, сценарист, публіцист Мина Устюк.